# 中川久忠
中川 久忠（なかがわ ひさただ）は、豊後国岡藩の第6代藩主。

## 略歴
元禄10年（1697年）2月24日、第5代藩主・中川久通の3男として生まれる。兄の早世で世子となり、宝永5年（1708年）からは執政代行（名代）として父と共に二元政治を行なった。宝永7年（1710年）の父の死去により家督を継いだ。
正徳元年（1711年）、従五位下、内膳正に叙任する。藩政においては正徳3年（1713年）の大火、享保9年（1724年）の大旱魃による3万5000石の被害、享保17年（1732年）の雨、虫害による飢饉などで財政難に見舞われた。享保11年（1726年）には藩校・由学館の前身である輔仁堂を創設する。
寛保2年（1742年）10月13日に死去した。享年46。跡を養子の久慶が継いだ。

## 系譜
- 父：中川久通（1663年 - 1710年）
- 母：紀伊姫 - 酒井忠清の六女
- 正室：松平頼豊の養女 - 正親町実豊の娘
- 養子
  - 男子：中川久慶（1708年 - 1743年） - 浅野綱長の四男
  - 女子：清 - 中川久慶正室、中川久周の娘